# The Aristocrats
The Aristocrats is een Amerikaanse komische documentairefilm uit 2005 over de gelijknamige schuine mop. In de film vertellen tientallen komieken hun versie van de mop of over hun ervaringen met de grap. De film werd samengesteld door Penn Jillette en Paul Provenza.

## De mop
'The Aristocrats' is een mop die al tijdenlang met name tussen komieken onderling verteld wordt. De mop bestaat traditioneel uit drie onderdelen.
1. Setup:
een familie meldt zich aan bij een talentenjacht en de agent vraagt welk stuk ze gaan uitvoeren.
2. Act:
de verteller van de mop improviseert het smerigste verhaal wat hij kan verzinnen waarin de familieleden zich schuldigen maken aan de meest obscene praktijken vol taboes als incest, pedofilie, verkrachting, bestialiteit, urolagnie, coprolagnie, coprofagie, moord en necrofilie.
3. Clou:
de geschokte en/of geïntrigeerde talentenjager vraagt hoe deze show dan wel heet, waarop een van de familieleden trots antwoordt "The Aristocrats!" (de aristocraten).

## Komieken in de film
Bekende komieken die in de film aan het woord komen zijn onder anderen Jason Alexander, Hank Azaria, Lewis Black, Drew Carey, George Carlin, Billy Connolly, Andy Dick, Phyllis Diller, Susie Essman, Carrie Fisher, Whoopi Goldberg, Gilbert Gottfried, Eric Idle, Eddie Izzard, Richard Jeni, Lisa Lampanelli, Bill Maher, Howie Mandel, Larry Miller, Kevin Nealon, de staf van The Onion, Penn & Teller, Kevin Pollak, Paul Reiser, Don Rickles, Chris Rock, Jonathan Ross, Bob Saget, Sarah Silverman, een filmpje van South Park, Doug Stanhope, Jon Stewart, Fred Willard en Robin Williams.